# Pans & Company
Pans & Company és una companyia de menjar ràpid del sector dels entrepans. La marca ofereix menjar mediterrani amb un servei ràpid.
Forma part de The Eat Out Group que compta amb Bocatta, FresCo, Rib's, Burger King, Abbasid Döner Kebab, Krunch i Dehesa Santa Maria. Pans & Company és una cadena de restauració ràpida que ofereix una àmplia varietat de tipus de pans i combinacions d'ingredients. També ofereix amanides, diferents tipus de patates fregides, pastes variades, cafès, refrescos, etc.

## Història
Inicia la seva història a Barcelona l'any 1991, amb l'objectiu de transformar un producte tan típicament català com l'entrepà de pa amb tomàquet en un producte de menjar ràpid.
L'any 2003 es crea el grup Eat out, que engloba des de llavors totes les marques del restaurant. El 2005, Pans & Company renova tant la seva imatge corporativa com la seva proposta gastronòmica, que qualifica com menjar ràpid a la carta. Redissenya el seu logotip i renova la seva imatge.